# 福氏角箱鲀
富纳角箱鲀（学名：Lactoria fornasini）为箱鲀科角箱鲀属的鱼类，俗名福氏角箱鲀。分布于印度洋-太平洋海域的热带地区，从东非和南非至台湾岛、日本南部、夏威夷、豪勳爵島等。该物种的模式产地在莫桑比克。它喜欢珊瑚礁和珊瑚礁外区的沙地或者石地。最深的生活区为130米的深处。它生活在离海底很近的水域。

## 特征
富纳角箱鲀的一个特征是在它背部正中有一根大刺。它的颜色是朱红至淡棕色，占据地盘的雄性是黄色的，带有蓝色的线条。组成装甲似的骨头往往明显显示出是多边形的。体长在23至25厘米间。

## 繁殖
雄性富纳角箱鲀的地区性非常强烈，它们占据约500平方米的地域。在这个地域上他们可以与至四条雌性富纳角箱鲀一起生活。有时地域上也会有一些未成年的雄性鱼。对富纳角箱鲀的繁殖的研究很彻底。交配在日落后不久的黄昏中。雌鱼和雄鱼并行向上游。雄鱼发出嗡嗡声。在它们游到最上方的时候排卵和精。一些雄鱼也会变色成雌鱼的颜色，游到其它地域里，假如它在那里遇到要排卵的雌鱼，它会变色回到雄鱼的颜色，然后和雌鱼交配。